# Ligia latissima
Ligia latissima är en kräftdjursart som beskrevs av Karl Wilhelm Verhoeff1926. Ligia latissima ingår i släktet Ligia och familjen gisselgråsuggor. Inga underarter finns listade i Catalogue of Life.